# Congo Square
Congo Square (en français : Place Congo) est un jardin public compris dans le parc Louis Armstrong, situé dans le quartier de Tremé à La Nouvelle-Orléans en Louisiane, séparé du Vieux carré français par la rue du Rempart. Il est un site historique qui a marqué l'histoire de l'esclavage à l'époque de la Louisiane française, puis de l'État de Louisiane après la vente de la Louisiane par Napoléon Ier aux États-Unis. Il est également un des hauts lieux de l'histoire de la musique afro-américaine.

## Présentation

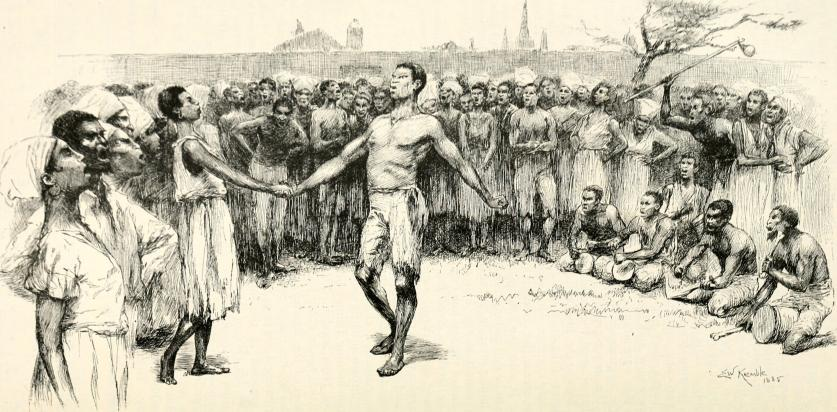
The Dance in Place Congo par E.W. Kemble.

Au XVIIIe siècle, ce lieu se nomme Place publique ou Place des Nègres, puis Place Congo, car c'est le lieu où se réunissent les esclaves le dimanche. C'est alors une esplanade au pied des murs de la ville portuaire de La Nouvelle-Orléans, qui se limite à l'époque à l'actuel Vieux Carré français. Les esclaves africains se retrouvent, ils échangent les biens qu’ils produisent sur leur temps libre, et ils chantent et dansent au son des tambours jusqu'à la tombée de la nuit.
Le quartier prend le nom de Tremé et devient un des berceaux de la musique afro-américaine. La révolution haïtienne renforce cette évolution, avec l'arrivée de réfugiés français de l'île de Saint-Domingue (certains apportant leurs propres esclaves). La Nouvelle-Orléans reçoit des milliers d'Africains supplémentaires et de créoles dans les premières années du XIXe siècle. Ils y renforcent les traditions africaines.
De nombreux visiteurs de l'époque sont surpris par les danses de style africain et la musique, telles que les bamboulas et les lamentations des banjos. Parmi ces visiteurs témoins de cette atmosphère musicale, l'architecte Benjamin Henry Latrobe qui relate dans son journal sa fascination de voir danser sur cette Place Congo, plus d'un demi-millier d'esclaves en toute liberté et sans débordement, ni encadrement de gens d'armes ou de milices armées. Le dessinateur américain E.W. Kemble immortalise les danses endiablées des esclaves noirs. Le compositeur américain Louis Moreau Gottschalk s'inspire des rythmes musicaux entendus Place Congo pour certaines de ses futures compositions. 
La période de la Guerre de Sécession met un terme provisoire à ce défoulement musical populaire. 
Avec l'abolition de l'esclavage, vers la fin du XIXe siècle, les Afro-Américains reviennent chanter et danser sur la Place Congo, devenue en 1893 la Place Beauregard en l'honneur de Pierre Gustave Toutant de Beauregard. Néanmoins les Afro-Américains continuent à désigner leur lieu de retrouvailles musicales Place Congo. Les danses et musiques improvisées laissent la place à des petits groupes musicaux mieux organisés avec une palette d'instruments de musique appropriés. Les premiers concerts de jazz sont donnés dans ce lieu public.
En 1920, la municipalité de La nouvelle-Orléans fait édifier un auditorium donnant sur Congo Square. 
En 1970 et 1971, la Ville organise le New Orleans Jazz & Heritage Festival sur Congo Square.
Les musiques de jazz et de R'n'B résonnent régulièrement à cet endroit. Des musiciens ou chanteurs rendent hommage à ce lieu chargé d'histoire, comme la chanteuse Amel Larrieux qui chante une chanson intitulée Congo ou plus tôt, parmi les compositeurs classiques  comme  Gottschalk,  le Congo Square fut le sujet d'un poème symphonique  composé par  Henry F. Gilbert, The Dance in Place Congo (1908), qui fut également présenté en tant que  ballet au  Metropolitan Opera de  New York en  1918.